# Bellemagny
 Bellemagny  là một xã thuộc tỉnh Haut-Rhin trong vùng Grand Est, đồng bắc Pháp. Xã này có diện tích 2,1 km², dân số năm 1999 là 187 người. Khu vực này có độ cao trung bình 340 mét trên mực nước biển.